# Lorenzo Mascheroni

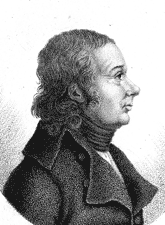
Lorenzo Mascheroni

Lorenzo Mascheroni [loˈrɛnt͡so maskeˈroːni] (* 13. Mai 1750 bei Bergamo; † 14. Juli 1800 in Paris) war ein italienischer Geistlicher und Mathematiker.

## Leben
Mascheroni war der Sohn eines wohlhabenden Landbesitzers und wurde mit 17 Jahren ordiniert. Danach lehrte er Rhetorik und ab 1778 Physik und Mathematik am Seminar in Bergamo. Im Jahr 1786 wurde Mascheroni Mathematikprofessor der Universität Pavia, nachdem er sich mit einem Buch über Statik einen Namen gemacht hatte. 1789 wurde er für vier Jahre Rektor der Universität. 1788 bis 1791 stand er der Accademia degli Affidati vor. Er war einer der Gelehrten, der nach Paris zur Diskussion des metrischen Systems eingeladen wurde, und starb dort.
1790 veröffentlichte er in seinem Werk Adnotationes ad calculum integralem Euleri einige Integraldarstellungen der Euler-Mascheroni-Konstante {\displaystyle \gamma =\lim _{n\to \infty }\left(1+{\tfrac {1}{2}}+{\tfrac {1}{3}}+\ldots +{\tfrac {1}{n}}-\ln n\right)} und berechnete sie auf 32 Nachkommastellen, wovon allerdings die Stellen 20 bis 22 (vermutlich aufgrund eines Übertragungsfehlers) falsch angegeben sind. Er bezeichnete die Konstante nicht, wie oft behauptet, mit γ, sondern ausschließlich mit A. Der Ursprung der Bezeichnung γ ist unbekannt.
1797 (Geometria del compasso) bewies er, dass alle geometrischen Konstruktionen mit Zirkel und Lineal auch mit Zirkel alleine durchgeführt werden konnten. Denselben Satz hatte 120 Jahre zuvor bereits Georg Mohr bewiesen, sein Beweis war jedoch in Vergessenheit geraten, sodass die Aussage heutzutage nach beiden Mathematikern als Satz von Mohr-Mascheroni benannt wird.
Von ihm stammen bedeutende Beiträge zur Statik von Gewölben.
Er versuchte sich auch als Dichter mit stark mythologisierenden Gedichten wie Invito di Dafni Orobiano a Lesbia Cidonia.

## Schriften

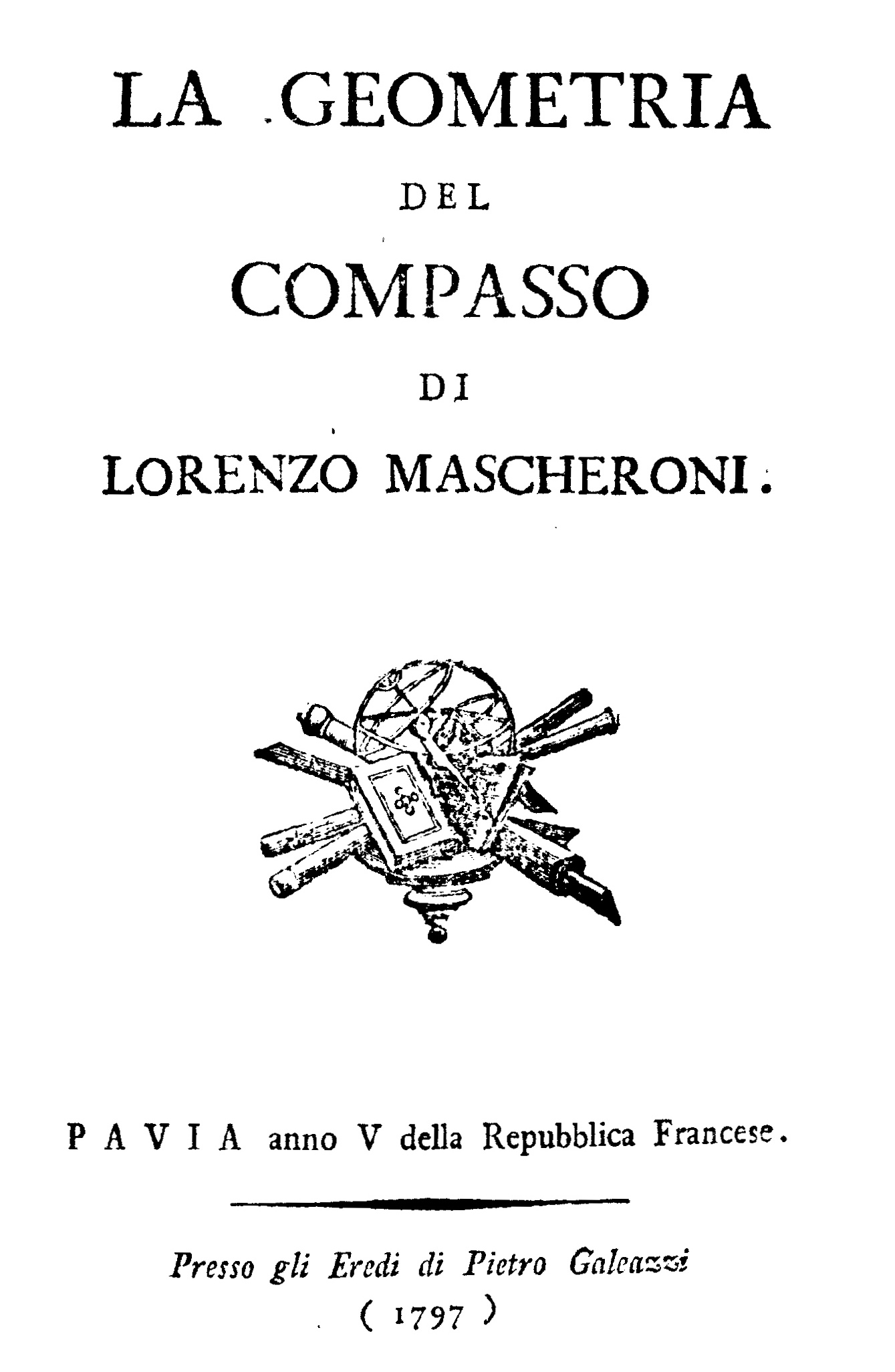
La geometria del compasso, 1797

- Nuove ricerche sull’equilibrio delle volte, Bergamo 1785; Neuausgabe Giovanni Silvestri, Mailand 1829 (italienisch; mit Bild; bei Google Books)
- Adnotationes ad calculum integralem Euleri / In quibus nonnulla Problemata ab Eulero proposita resolvuntur. Petrus Galeatius, Ticini 1790–1792 (lateinisch; „A = 0,577215 664901 532860 618112 090082 39“ auf S. 23; bei Google Books); Nachdruck: Leonhardi Euleri Opera Omnia Ser. 1 Vol. 12., Teubner, Leipzig 1915, S. 415–542.
- Problemi per gli agrimensori con varie soluzioni
- La Geometria del Compasso, Pavia 1797; Neuausgabe Era Nova, Palermo 1901 (italienisch; im Internet-Archiv: , )
- Poesie edite ed inedite di Lorenzo Mascheroni, Pietro Bizzoni, Pavia 1823 (italienisch; 2. Auflage; bei Google Books I und Google Books II)
- J. P. Gruson (Hrsg.): L. Mascheroni’s Gebrauch des Zirkels aus dem Italiänischen in's Französische übersetzt durch Herrn A. M. Carette, Schlesinger, Berlin 1825 (deutsche Übersetzung von Geometria del Compasso, 1797; bei Google Books)
- Géométrie du compas, Paris 1798 (Digitalisat)
- Aloisio Fantoni (Hrsg.): Poesie di Lorenzo Mascheroni. Raccolte da’ suoi manoscritti. Felice Le Monnier, Firenze (Florenz) 1863 (italienisch; bei Google Books: books.google.de, books.google.com, books.google.com, books.google.com)
- Invito a Lesbia Cidonia ed altre poesie, Edoardo Sonzogno, Milano (Mailand) 1887 (im Internet-Archiv: ); Neuausgabe: L’Invito a Lesbia Cidonia e altre poesie, Unione Tipografico-Editrice Torinese, Torino (Turin) 1915 (italienisch; mit Bild von Mascheroni; im Internet-Archiv: )
- Poesie e prose italiane e latine edite ed inedite, Istituto italiano d’arti grafiche, Bergamo 1903 (italienisch; im Internet-Archiv: )